# Comté de Looz
1040–1795
Entités suivantes :
- Principauté de Liège

Le comté de Looz, parfois encore comté de Los ou Loos, en prononçant Lau, est un ancien comté du Saint-Empire romain germanique qui s'étendait approximativement à la fin de l'ancien régime sur la province belge actuelle du Limbourg, sans comprendre ni Tongres ni Saint-Trond.

## Déclinaison et origine du mot Los, Looz, Loos
Le latin médiéval des scribes et tabellions médiévaux a gardé diverses graphies  "lomensis pagus", "lummensis pagus", "lumacensis pagus", "lamacensis pagus", "loffensis pagus", voire "in pago lotmensi"... ou simplement "lomensis", "lummensis" ou "lucumaconsis", loensis...
Le mot s'écrivait en flamand Loon ou loën, graphies préservées longtemps dans le monde germanique.
La localité comtale de Looz, actuellement dans la province belge de Limbourg, s'écrivait en néerlandais Borgloon, en flamand ancien Borcleon, Borcleon, Borchloen ou Borchloën, mais aussi en langue romane ou wallon ancien Borcklain, Loos, Lootz ou Los, très rarement "Bourg Los". Un château est construit au XIIe siècle sur une partie de l'ancienne enceinte défensive.
Le comté féodal tire son origine d'un modeste "pagus" mérovingien, qui désigne apparemment un modeste pays de domaines (manses) dispersés dans des vastes clairières (lucus ou lucii), chaque domaine formant une source de revenu pour les tables de compte ou menses. Le comte de Looz se nommait lomensis comes ou loensis comes, parfois lossensis comes.

## Description géographique
En 1367, par effet de l'acquisition par l'évêché de Liège, le comté de Loos autonome est devenu un simple "pays" sous tutelle de la cité de Liège. Selon l'historien Dom Calmet, cet ancien pays ou comté est placé entre la Hesbaye au midi, la Campine liégeoise au nord, le duché de Brabant au couchant et le duché de Limbourg au levant.

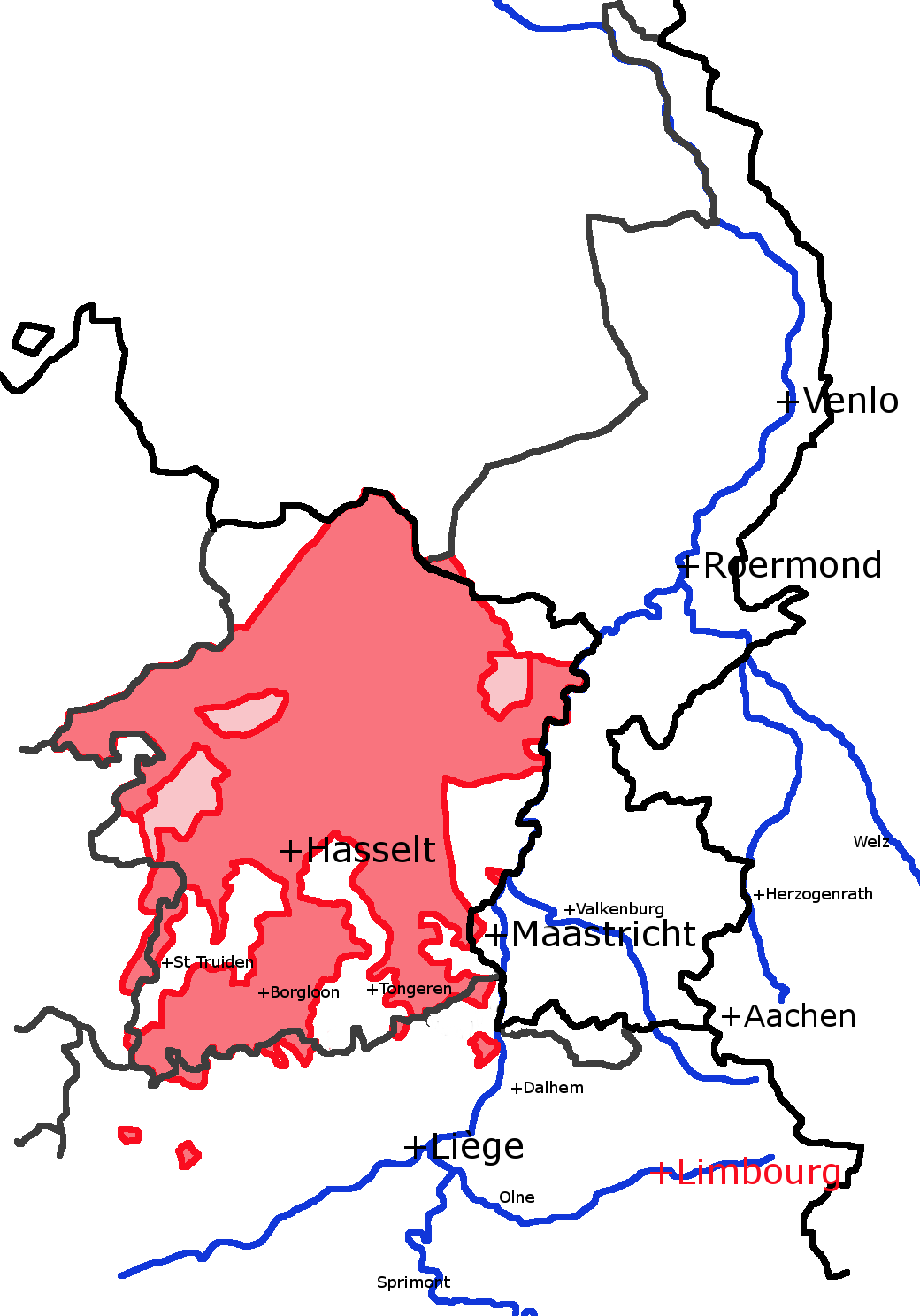
Le comté féodal de Looz vers 1750, avec les frontières actuelles

Le comté a regroupé les villes de Beringen, de Bilsen ou Bilzen, de Looz, de Bree, d'Hamont, de Hasselt, Herck ou Herck-la-Ville, de Maaseik, de Peer, de Stokkem, mais aussi celles de Tongres et de Saint-Tron ou Saint-Trond avant leurs émancipations urbaines et campagnardes définitives au XIIIe siècle.
Il comprenait donc en un sens anachronique une petite partie de la Hesbaye actuelle en Belgique et une plus grande partie de la Campine, aujourd'hui partiellement en Belgique et partiellement aux Pays-Bas. Il était voisin au Nord de la commune de Bois-le-Duc et du comté de Gueldre (Pays-Bas), vers l’Ouest des quartiers de Louvain et d’Anvers ; vers l’Est, ses frontières étaient baignées par la Meuse, et vers le Sud, l'ancien Pays de Liège.
Sa circonférence était de 140 km au moins, et il comprenait encore à la fin dix villes, plus de cent vingt bourgs, villages et châteaux, et une quantité d’établissements ecclésiastiques ; il ressort de lui un nombre de fiefs plus ou moins importants.

## Histoire du comté féodal et de la maison de Looz
La Maison de Looz s'éteint précocement en 1336 avec la mort de Louis IV. Son neveu et héritier Thierry de Heinsberg est également le beau-frère de l'évêque de Liège, Adolphe de La Marck, qui le laisse hériter du comté. Godefroy de Heinsberg, seigneur de Daelenbroeck, neveu de Thierry, hérite des comtés en 1361, mais le nouvel évêque, Englebert de La Marck, annexe Looz en 1362. Godefroy vend ses droits sur Looz à un cousin, Arnoul de Rumigny, qui tente de conquérir le comté, mais en vain, et doit y renoncer définitivement par une transaction signée le 23 septembre 1366 avec le prince évêque de Liège Jean d’Arckel. Il préfère vendre ses droits pour une grosse somme d'argent, sonnante et trébuchante. La transaction est achevée en 1367.
Les princes-évêques de Liège prennent alors le titre de comte de Looz, mais conservent les institutions du comté et lui laissent une certaine autonomie. Ces dispositions sont confirmées en 1522.
L’avouerie de la ville de Liège était héréditaire dans la maison comtale de Loos depuis Arnoul de Looz. Le comté dépendait du diocèse de l’évêché de Liège, qui devait à ses comtes d’immenses largesses à ses églises.

### Origine légendaire
Les historiographes lotharingiens mentionnent une prime origine du comté, associée à une première lignée légendaire, celle d'Oger ou Otgar le Danois et de ses trois fils Odulphe, Bérenger et Angelra. La richesse de cette lignée, qui aurait organisé ce pays jusqu'en l'an 910, selon Mantelius ou Mantel, l'historiographe du comté de Loos, s'explique par la titulature de Oger sur l'abbaye Saint-Faron de Meaux, qui aurait possédé de vastes terres dans cette contrée, accordées par les premiers souverains carolingiens.
Cette mention rappelle indirectement l'usurpation publique et l'accaparement politique que commet Reinier II, le comte de Hainaut, lorsqu'il laisse son fils cadet Rodolphe accaparer le comté.

### Maison de Loos
Le comté féodal apparaît, selon de nombreux historiens médiévistes anciens, aux alentours de l'an mil, probablement formé des restes d'un récent comté carolingien de Hesbaye. Les sources de la seconde lignée sont à la fois variables et imprécises, selon les localités et les historiographes lotharingiens. Par exemple, les grandes familles de la cité médiévale de Metz et du duché de Haute Lorraine sont omniprésentes dans l'histoire de la principauté de Liège et de ses entités comtales satellites ou voisines. Les abbayes d'Hastière et de Vassor, gérées par l'évêché de Metz, les biens éparpillés de la puissante maison d'Ardenne et les alliances et contre-alliances incessantes (par exemple, le mariage de Gérard d'Alsace et d'Hedwige de Namur, à l'origine de la maison de Lorraine) attestent de relations d'alliances et de rivalités complexes.
Arnoû ou Arnoul Ier, lomensis comes selon la noble tradition lotharingienne, hérite du comté de son père Rodolphe, le défend contre les agresseurs voisins et le transmet à son fils Arnoû ou Arnoul II, né d'un premier lit, suscitant une rivalité durable du clan de la seconde épouse et marâtre, Liutgarde, comtesse de Warenne en Hesbaye. Arnoû II ne cesse de guerroyer contre ses parents par alliance et ses voisins, avant d'engager une grave lutte contre Baudouin, comte de Flandres, qui s'est érigé défenseur et protecteur de Looz. Mais Arnoû II parvient à résister et, avant sa mort en 1014, à instituer miraculeusement évêque de Liège, Baudry, le fils de son oncle Louis.
L'évêque de Liège Baudry, premier soutien financier du comté de Loos en guerre, saisit le comté et le donne à son frère Arnoû III. Mais ce dernier peu combattif meurt en 1021, laissant ses biens à son frère Otton, époux de Liutgarde née comtesse de Namur. Ce dernier couple, selon la tradition lorraine, n'est pas le père de l'évêque Baudry.
La lignée est fondée, selon la chronique monastique de Saint-Trond, par Otton, fils de Rodolphe, comte en Betuwe ou du fils d'Otton, Gislebert. C'est pourquoi l'histoire ecclésiastique, qui hérite de l'intérêt épiscopal liégeois pour le comté avouerie de Looz, n'a pas le même ordre de classement des comtes de Looz. La liste des comtes de Looz, décrite ensuite ci-dessous, provient essentiellement de l'historiographie des princes-évêques de Liège.
Les descendants de Gislebert ou Gilbert de Looz sont :
- Emmon, le comte de Looz, aïeul de la lignée comtale ;
- Othon, père de Gislebert ou Gilbert, aïeul des comtes de Duras ;
- le chanoine Hermann ;
- Marguerite, marié à Vitarde, administrateur de Gueldres (leur fille unique, Adelaïde, épouse Othon de Nassau, qui hérite du comté de Gueldre).

Les descendants du noble Emmon se succèdent à la tête du comté. Le comte Arnoul II (Arnoû V) fonde l'abbaye d'Averbode ou Auvrebode entre 1131 et 1135.
Mais en 1190, le comte Gérard II doit accepter que le comté de Looz devienne un fief de l'Église de Liège et revienne à la principauté en cas d'absence d'héritier mâle direct.
Le pieux Gérard fonde l'abbaye d'Herkenvode. Il accomplit quatre pèlerinages à Jérusalem, et meurt au siège de Saint-Jean d'Acre en 1191.

### Maison de Loos et de Chiny
En 1227, le comté de Looz est uni au comté de Chini ou Chiny, par le mariage du comte Arnoul IV de Looz et de Jeanne de Chiny.
Le centre de gravité de l'entité féodale se déplace vers le sud. La forteresse de Looz est délaissée. Dès 1232, le gros village d'Hasselt s'érige en ville avant d'être promue au rang de capitale économique et administrative par Arnoul IV de Looz.
La famille est désormais protectrice et bienfaitrice du monastère d'Orval.
Mais la puissante maison de Chiny et de Loos se désagrège après 1330.
Louis IV hérite des biens de la maison de Chiny et Los. Or, il n'a pas d'enfant de Marguerite de Lorraine son épouse. Arnoul, jeune neveu du comte de Chiny et Los, adopté comme héritier, est tué au siège de Rhodes, ville du comté de Luxembourg, en 1333. Son autre neveu, Thierry de Heinsberg, hérite du comté, mais l'évêque de Liège impose son véto sur l'héritage comtale.
Le duc de Luxembourg Wenceslas saisit, puis se met en possession du duché de Chiny, obligeant Arnoul de Rumigny à lui vendre le 16 juin 1364 ses droits sur la maison de Looz et Chiny, en particulier le comté de Chiny. Et le principe-évêque de Liège tente de faire de même avec le comté de Looz.

## Disparition du comté de Los comme entité administrative et territoriale
En 1794, les révolutionnaires français remportent la bataille de Fleurus et occupent la rive ouest du Rhin. Le comté de Looz est intégré dans le département de la Meuse-Inférieure. En 1830, avec l'indépendance de la Belgique, il se retrouve dans la province de Limbourg.

## Source
- (nl) Cet article est partiellement ou en totalité issu de l’article de Wikipédia en néerlandais intitulé « Graafschap Loon » (voir la liste des auteurs).